# フローラの勝利
『フローラの勝利』（フローラのしょうり、仏: La Triomphe de Flore、英: The Triumph of Flora）は、17世紀フランスの巨匠ニコラ・プッサンが1627年ごろ、キャンバス上に油彩で制作した絵画である。ローマ神話の花の女神フローラがプットたちの引く戦車に乗っている姿が表されている。ルイージ・アレッサンドロ・オモデイ 枢機卿のために描かれたが、1685年にフランス王ルイ14世に取得され、現在、パリのルーヴル美術館に所蔵されている。

## 作品

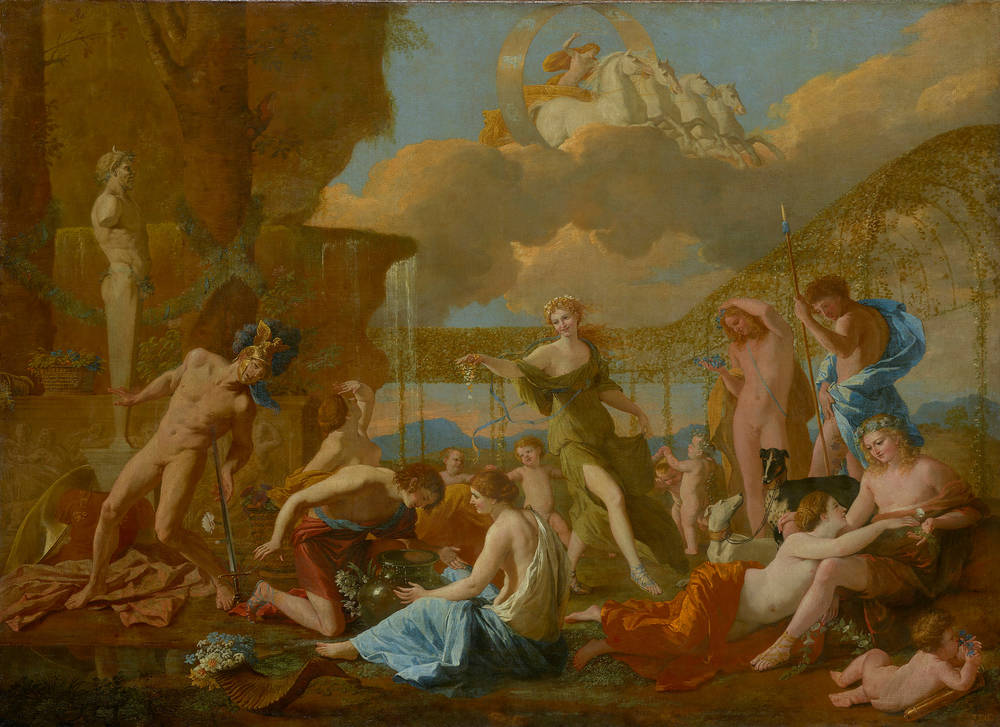
ニコラ・プッサン『フローラの王国』 (1621年)、アルテ・マイスター絵画館、 ドレスデン

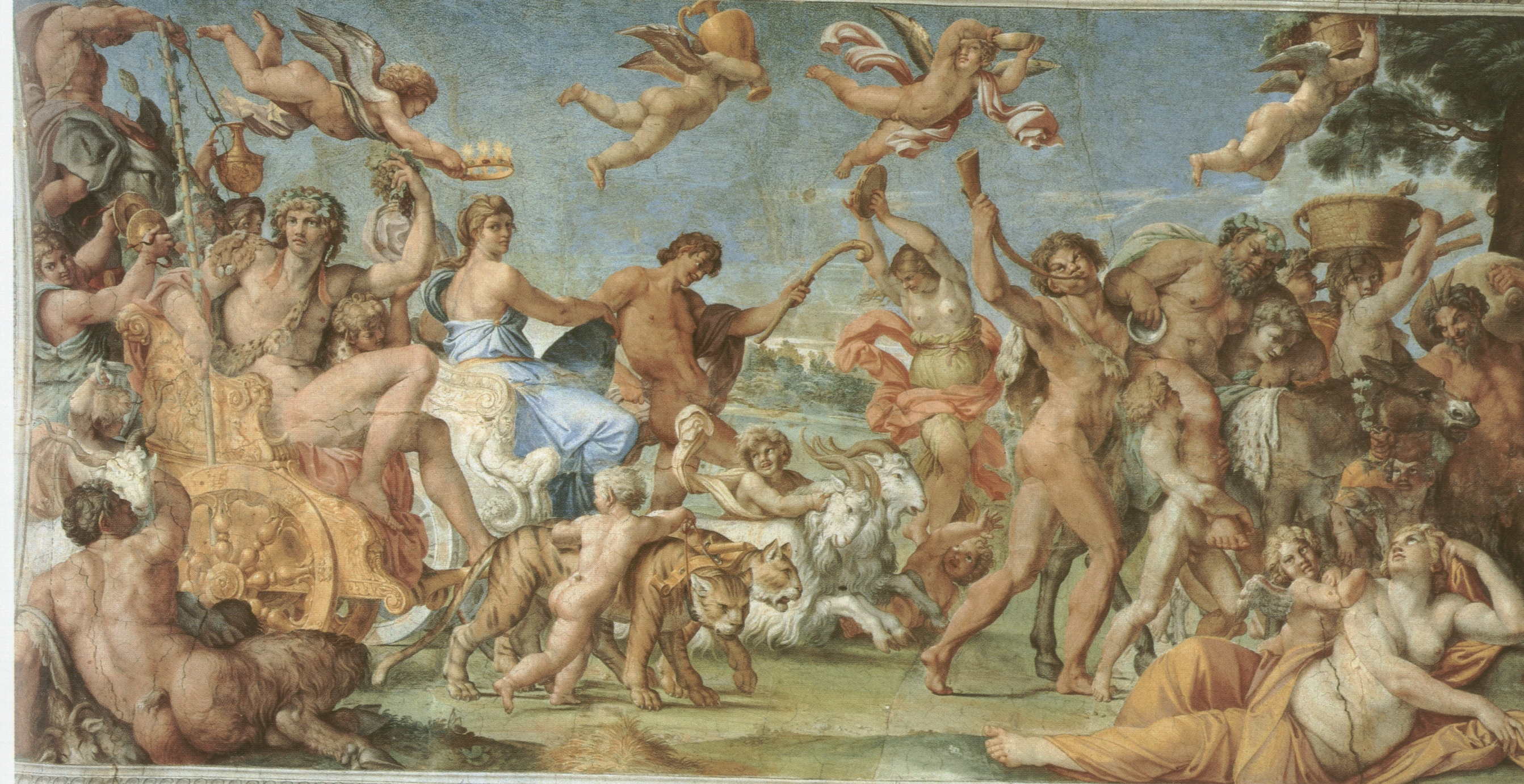
アンニーバレ・カラッチ『神々の愛』 (1597-1608年) 中の「バッカスとアリアドネの勝利」、ファルネーゼ宮殿、 ローマ

この絵画は、プッサンがローマで過ごした最初の数年間に描いた傑作の1つである。若きプッサンには優れた支援者が何人かいたものの、仕事を得るためにイタリアの画家たちと競わなければならなかった。当時のプッサンが主に描いたのは、実入りのいい教会のための作品ではなく個人収集家のための神話主題の作品であった。
記録によれば、プッサンは花の女神フローラや春を主題とした絵画を多く描いたようであるが、そのうち本作と『フローラの王国』 (1631年、アルテ・マイスター絵画館、ドレスデン) の2点のみが現存する。本作は、フローラを古代ローマ時代の戦いに勝利した将軍になぞらえて栄誉の姿で表現しており、彼女とともに花に関連する神話の人物たちを登場させている。それは春の神格化であり、花開く春の讃歌である。
行列の先頭で軽やかに踊りながら歩みを進めているのは美の女神ヴィーナスである。その後ろで槍を持つ青年は彼女の恋人のアドニスで、後に彼が変身することになる赤いアネモネの花をそばにいるヒュアキントスに捧げている。後にヒヤシンスに変身する彼は、プットに花輪を被せてもらうために身をかがめている。戦車の上では、フローラが甲冑姿のトロイア戦争の勇将アイアスの捧げる花 (彼が変身することになるカーネーション) の贈り物を優美な姿で受け取っている。フローラの戦車の右側にはナルキッソスの裸身が見え、彼もまた自身が変身する花であるスイセンをフローラに献じている。画面右側手前で身をかがめて花を摘んでいる女性は太陽神アポロンに恋して死に、向日性の花ヘリオトロープと化したクリュティエである。左側手前に横たわっているのは、クロッカスとイチイに変身するクロクスと羊飼いの女スミラックスであろう。
アンニーバレ・カラッチのフレスコ画『神々の愛』 (ファルネーゼ宮殿) の一部をなす「バッカスとアリアドネの勝利」は、確実にプッサンの『フローラの勝利』に影響を与えている。しかし、プッサンの作品はずっと流動的で、しかも統一されたものとなっている。画家は、規則正しい行列という印象を強めるために登場人物たちの手脚の動きを幾重にも繰り返している
。同時に、この念入りに工夫され、計算されつくした構図はわざとらしい感じは与えず、行進はのびのびとして、楽しいリズムを有している。なお、本作は画面に平行なレリーフ的な空間を持っており、人物たちはその空間のうちに動き、明晰な、はっきりとそれと認められるいくつかの層を形成している。同様の層は遠くの青い丘にも繰り返されている。